# Cees van der Laan (journalist)
Cees van der Laan (1961) is een Nederlands journalist. Van 2014 tot 2024 was hij hoofdredacteur van het dagblad Trouw.

## Biografie
Van der Laan deed zijn opleiding aan de School voor Journalistiek in Utrecht. Na zijn afstuderen werkte hij bij een plaatselijk nieuwsblad in Weesp en daarna bij het Noordhollands Dagblad. Vervolgens was hij redacteur binnenland en als oorlogsverslaggever voor de Geassocieerde Pers Diensten. Als oorlogsverslaggever bezocht hij onder andere de conflictgebieden Sarajevo, Irak, Afghanistan en Somalië.
In 2000 kwam hij in dienst bij Trouw. Hij werkte op de Haagse redactie als parlementair journalist en was daar ook enkele jaren chef. Samen met Laura van Baars, Wilma van Meteren en Onno Havermans en anderen won Van der Laan in 2009 De Tegel in de categorie 'Achtergrond-print' voor Krimpen in gezamenlijkheid.
In 2012 werd hij chef verslaggeverij op de redactie in Amsterdam; in 2014 werd hij hoofdredacteur. Hij volgde in die functie Willem Schoonen op.  Een van zijn opdrachten als hoofdredacteur was het ontwikkelen van een digitale strategie voor Trouw.
Vrijwel direct na zijn start als hoofdredacteur werd hij geconfronteerd met de affaire Perdiep Ramesar, een Trouw-journalist die niet-bestaande bronnen opvoerde in zijn artikelen. Naar aanleiding van deze affaire werden de journalistieke werkwijzen, met name het omgaan met bronnen, grondig herzien.
Van der Laan zei als hoofdredacteur te streven naar een rustige en nadenkende toon in de krant. Hij stelde dat Trouw een christelijke traditie heeft, maar ook niet-christenen moet kunnen aanspreken en boeien.
Van der Laan trad per 1 juni 2024 terug als hoofdredacteur. Hij werd opgevolgd door Wendelmoet Boersema en Karel Smouter.

## Prijs
- De Tegel (2009)